# Terrero, Tantoyuca
Terrero är en ort i Mexiko.   Den ligger i kommunen Tantoyuca och delstaten Veracruz, i den sydöstra delen av landet, 240 km norr om huvudstaden Mexico City. Terrero ligger 117 meter över havet och antalet invånare är 589.
Terrängen runt Terrero är platt. Runt Terrero är det ganska tätbefolkat, med 72 invånare per kvadratkilometer. Närmaste större samhälle är Tantoyuca, 13,0 km söder om Terrero. Omgivningarna runt Terrero är en mosaik av jordbruksmark och naturlig växtlighet.